# ナガオ (岡山県)
 ナガオ 株式会社 （ながお、英文社名：Nagao ＆ Co., Ltd.）は、岡山県岡山市に本社を置く、水硫化ソーダ、硫化ソーダ等、無機硫黄化合物を製造する企業である。
またタンク基地を有し、化学品専門商社としても機能している。

## 沿革
出典：
- 1931年 - 個人創業。
- 1957年 - 12月、長尾曹達株式会社として法人化。（資本金300万円）
- 1961年 - 資本金600万円へ増資。
- 1962年 - 資本金1,200万円へ増資。
- 1967年 - 東洋曹達工業（現・東ソー）と合弁にて東曹化成株式会社を設立。
- 1970年 - 資本金1,800万円へ増資。
- 1974年 - 資本金2,700万円へ増資。
- 1976年 - 大協石油（現・コスモ石油）、日本鉱業（現・ジャパンエナジー→ENEOS）、三菱化成（現・三菱ケミカル）、住友化学工業（現・住友化学）の出資を受け、東曹化成株式会社を株式会社硫曹ケミカルへ社名変更。
- 1977年 - 資本金4,050万円へ増資。
- 1981年 - 資本金5,265万円へ増資。
- 1986年 - 有限会社長尾物流センターを設立。
- 1988年 ‐ 四日市：高濃度水硫化ソーダプラント(5,000トン/年)が完成
  - その後、1998年、2012年に増強し、8,500トン/年となる
- 1989年 - ナガオ株式会社へ社名変更。
- 1999年 ‐ 岡山東税務署より優良申告法人に認定される
- 2000年 ‐ 水硫化・硫化ソーダ（フレーク状）についてISO9002(現9001)登録
- 2004年 ‐ 高純度無水 硫化ソーダ製造プラントが完成
- 2008年 ‐ 鹿島：高濃度水硫化ソーダプラント(8,500トン/年)が完成
- 2012年 ‐ 岡山東税務署より優良申告法人に認定される
- 2017年 ‐ 健康経営優良法人2017 に認定される(全国95社、岡山県2社の中の1社として選ばれる)
- 2019年 ‐ 岡山市White+(ホワイトプラス)企業として表彰される
- 2020年 ‐ 岡山働き方改革パイオニア企業に選出される
- 2022年 ‐ 岡山東税務署より優良申告法人に認定される
- 2024年 ‐ 岡山県が創設した「おかやま子育てしやすい職場アワード」初年度の企業の一社として受賞。
- 2025年 ‐ 健康経営優良法人2025に認定される(9年連続の認定)
- 水硫化ソーダ(無水物)製造プラントが完成。4月より販売開始。

## 関連会社
- 硫曹ケミカル
- 長尾物流センター